# Ermocrate
Ermocrate, figlio di Ermone (in greco antico: Ἑρμοκράτης?, Hermokrátes; Siracusa, seconda metà del V secolo a.C. – Siracusa, 407 a.C.), è stato un politico e militare siceliota.
Eletto strategos di Siracusa greca durante la spedizione ateniese in Sicilia, è considerato un personaggio di primo piano anche nel contesto precedente; egli fu autore di un celebre discorso avvenuto durante il congresso di Gela, tramandatoci grazie allo storico greco Tucidide, il cui obiettivo fu il richiamo all'unità siceliota per contrastare i nemici ateniesi. Determinante fu la sua strategia negli anni dell'assedio attico alla polis di Siracusa. Conseguita la vittoria finale contro Atene, Ermocrate nel 412 a.C. fu fautore di una spedizione contro gli alleati di Atene e quindi a favore della lega del Peloponneso.
Rimasto in Ionia diversi anni, ricevette la notizia dell'avvenuto suo esilio per volere del neo-governo democratico radicale instaurato da Diocle in sua assenza. Per il buon operato militare conseguito in qualità di ammiraglio peloponnesiaco, Ermocrate venne appoggiato dal satrapo Farnabazo II per il suo rientro in patria; con l'oro persiano il generale esule poté procurarsi navi e uomini e approdare in Sicilia nel 408 a.C. presso la polis di Messana (odierna Messina).
Dopo l'avvenuta distruzione di Selinunte, a causa dell'insorgere di una nuova guerra greco-punica, Ermocrate si fece padrone di quella città, ricostruendola e ripopolandola. Morì infine in seguito di una rivolta popolare avvenuta nel 407 a.C. all'interno di Siracusa, dopo che egli, insieme a un gruppo fidato di suoi philoi, aveva tentato di rientrare forzatamente nella polis. Se questa rivolta fu da una parte la disfatta di Ermocrate, dall'altra fu una parziale vittoria per Dionisio, futuro tiranno di Siracusa, che combatté tra le file dei seguaci di Ermocrate.

## Fonti e storiografia

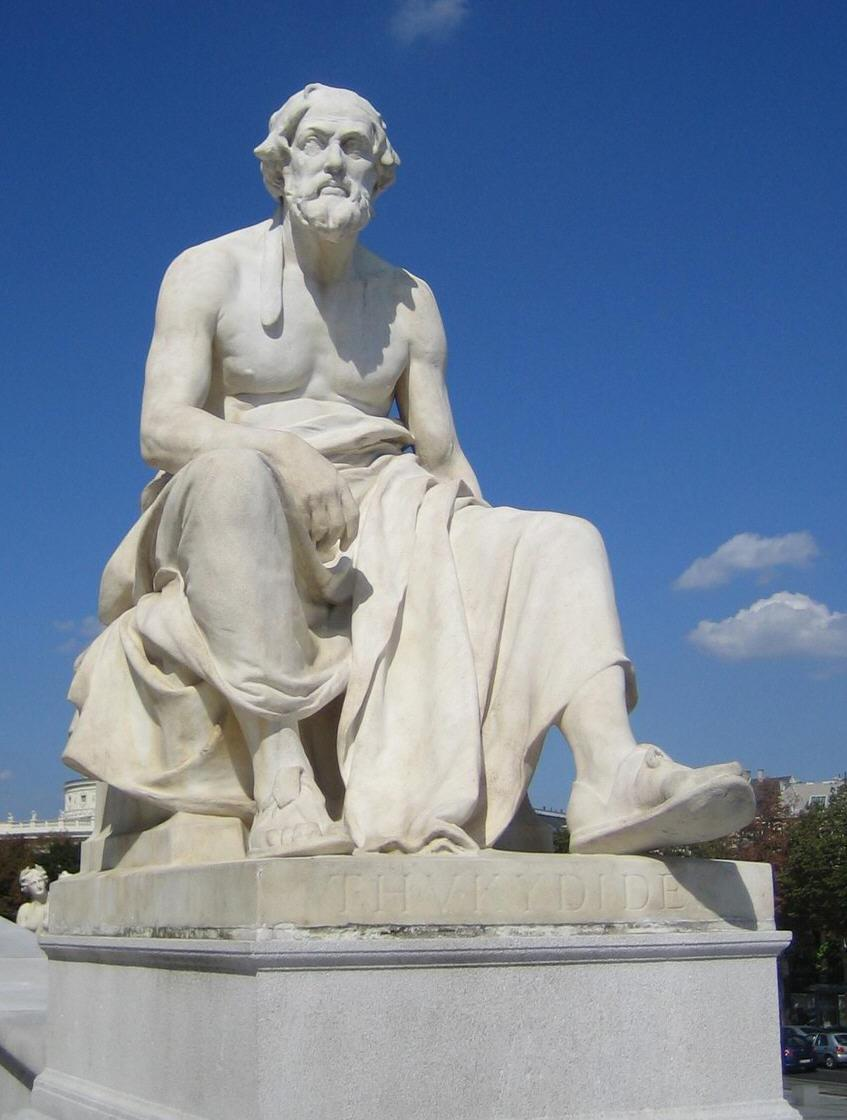
Tucidide; definito lo storico greco che più di tutti ci ha lasciato testimonianze e informazioni su Ermocrate.

La figura di Ermocrate siracusano è presente in varie fonti primarie. Diodoro Siculo non ne parla molto; fattore questo che ha suscitato qualche interrogativo tra alcuni degli studiosi moderni:
(Gabriella Vanotti, L'Ermocrate di Diodoro: un leader 'dimezzato', in Diodoro e l'altra Grecia)
Tucidide viene riconosciuto come lo storico che maggiormente valorizzò la figura del generale siracusano. Egli lo rende protagonista di un lungo discorso, in assemblea a Gela per discutere della Guerra del Peloponneso, permettendo quindi di cogliere anche gli aspetti ideologici e comportamentali. Gli studiosi moderni hanno espresso nei loro studi la non isolata opinione che Tucidide nutrisse per Ermocrate rispetto che il siracusano si era meritato nel campo di battaglia. In scritti moderni viene definito come «il personaggio più ammirato da Tucidide dopo Pericle». Tuttavia risulta complesso il rapporto che vi fu tra il testimone degli eventi della guerra del Peloponneso e il militare siracusano; studiosi come Gaetano De Sanctis e Gabriella Vanotti hanno ipotizzato che i discorsi attribuiti a Ermocrate siano in realtà stati elaborati molto tempo dopo la fine della spedizione ateniese in Sicilia. Tale distanza tra la narrazione e la reale declamazione avrebbe portato Tucidide a risentire dell'influenza di un nuovo conflitto tra Sicelioti e Punici: infatti il discorso di Ermocrate andrebbe probabilmente inquadrato in chiave anti-punica più che anti-ateniese. Scrive a tal proposito Vanotti:

De Sanctis aggiunge: 

Tucidide, come è noto, non terminò il suo ottavo e ultimo libro della sua opera La Guerra del Peloponneso. Al suo posto lo fece Senofonte, uno storiografo, il quale nelle Elleniche informa delle successive vicende di Ermocrate, dando ad esse particolare risalto: 
Altra fonte storica è data da Timeo di Tauromenio che secondo lo storico Arnaldo Momigliano «idealizza al di là di quanto avesse già fatto Tucidide» il ruolo di Ermocrate. Importanti testimonianze sono date anche da Plutarco nelle sue Vite parallele, in particolare in quella di Nicia, comandante ateniese durante la spedizione in Sicilia.

## Biografia

### Primi anni
Ermocrate nacque in una famiglia aristocratica, diceva di discendere addirittura dal dio Ermes. Ermocrate è da Tucidide per la prima volta menzionato nel 424 a.C., durante il congresso di Gela volto a mettere fine alle ostilità tra i Sicelioti che erano prima impegnati nella guerra di Leontini.

### Guerra contro gli Ateniesi in Sicilia
(Dal discorso di Ermocrate ai Siciliani; Tucidide, Guerra del Peloponneso, VI, 80, 3-5)
Nel 415 a.C. propose una coalizione, che avrebbe dovuto includere anche città non siceliote, (come ad esempio Cartagine) per respingere l'attacco di Atene.
Nel corso dei preparativi per l'arrivo della spedizione militare ateniese, Ermocrate fu accusato da Atenagora di cercare con la paura di creare una democrazia autoritaria. Alla fine dell'anno, però, quando gli Ateniesi sconfissero per la prima volta i Siracusani, Ermocrate si propose come stratego, affermando che la causa della sconfitta era il numero troppo elevato di strateghi (dieci), che fu da lui ristretto per favorire efficienza e disciplina, ma anche per ridurre il controllo democratico; il discorso convinse il popolo, che a fine 415 a.C. lo elesse stratego assieme ad Eraclide e Sicano con pieni poteri.
Ermocrate, inviato a Camarina per tentare di stringere un'alleanza con Siracusa, riuscì ad ottenerne solo la neutralità; poi, quando lui e i suoi due colleghi non riuscirono ad impedire che gli Ateniesi prendessero Epipoli, i Siracusani li sostituirono con tre nuovi strateghi.
Ermocrate, però, fu uno dei più importanti collaboratori a fianco del generale spartano Gilippo e contribuì alla vittoria contro Atene durante l'assedio di Siracusa; dopodiché, nel 413 a.C., riuscì a catturare l'intero esercito ateniese che stava per riprendere il mare, una vittoria di enorme importanza per la coalizione anti-ateniese.
Secondo Diodoro Siculo e Plutarco, Ermocrate usò invano la sua influenza per tentare di salvare le vite dei comandanti ateniesi, Nicia e Demostene, che invece furono giustiziati.

### La campagna nell'Egeo

#### Contesto storico
Quando ad Atene giunse notizia della disastrosa sconfitta subita a Siracusa, la reazione dei suoi abitanti fu inizialmente di incredulità e sconcerto. Tucidide così descrive l'animo degli ateniesi:
I Sicelioti presero vigore da questa importante vittoria e si unirono spontaneamente alla causa ermocratea in Egeo. Non meno rilevante fu l'equilibrio che si venne a creare con Sparta, acerrima rivale della potenza attica, che dopo l'esito siciliano vedeva aprirsi la concreta possibilità di una definitiva vittoria e dunque sua egemonia sopra il territorio elleno. A causa della pesante sconfitta subita gli ateniesi incominciarono a perdere i propri alleati. Le città si ribellavano, non ritenendo più sicuro stare sotto la protezione egemone della polis attica.

Dalla Sicilia, nel 412, avendo stabilito un'alleanza con i peloponnesiaci, rafforzata dopo la sconfitta di Atene, furono inviate nel mare Egeo 35 navi così suddivise: 20 siracusane; 2 selinuntine; 3 tarantine e 10 di Thurion. Armate da flotta siciliana e italiota, vennero capitanate da Ermocrate - rieletto stratega di Siracusa - con il compito di continuare la guerra del Peloponneso, appoggiando Sparta. In quanto al numero di soldati che la coalizione spedì nell'Egeo, bisogna considerare che la capienza di una trireme era fatta per trasportare 200 uomini circa, suddivisi tra rematori, marinai e opliti; per cui il totale della coalizione ammonterebbe a 7.000 uomini, di cui 1.400 opliti per le battaglie terrestri.

#### Ermocrate e la rivolta dei marinai

Mappa della Ionia, in Asia Minore, dove stettero per diversi anni i contingenti siracusani, inizialmente capitanati da Ermocrate, nell'ambito della guerra del Peloponneso.

La coalizione delle navi partite sotto il nome di Siracusa, giunse presso Mileto, per unirsi alla flotta peloponnesiaca. Qui le venne incontro Alcibiade - passato dalla parte degli spartani - che consigliò loro le prossime mosse da compiere nel prosieguo della guerra.
In un susseguirsi di battaglie, la flotta incontrò Tissaferne - satrapo persiano della Lidia e della Caria, alleato di Sparta - che bramava di prendere prigioniero tale Amorge, figlio illegittimo di Pissutne, a sua volta satrapo, ribellatosi al Gran Re Dario II. Ebbe ciò che cercava nella battaglia di Iasos, opulenta città filo-attica, conquistata dalla flotta pelopennesiaca, dove secondo Tucidide si distinsero soprattutto i siracusani:
Preso Amorge, lo consegnarono a Tissaferne; il quale, essendo ambasciatore del Gran Re ed essendo dunque referente di primo livello per Sparta, aveva il compito di decidere la paga dei marinai della flotta pelopennesiaca. Egli diede agli uomini il pagamento di un mese, che consisteva in una dracma attica al giorno per ciascuno di essi. Rifiutandosi però di continuare tale tributo, ridotto a tre oboli al giorno, per il tempo rimanente, fino a nuove disposizioni del suo re. Ermocrate, visto il malcontento generale, andò a discutere della questione con uno degli spartani a capo dell'alleanza marittima, Teramene lacedemene, ma egli non era navarco; aveva solamente il compito di condurre la flotta da Astioco. Per cui il discorso venne momentaneamente chiuso.
Nel frattempo raggiunsero Astioco, che si trovava impegnato in operazioni belliche a Cio. Da qui partirono per altri conflitti su mare. Tempo dopo Alcibiade - divenuto sospetto agli spartani - cercò rifugio presso il persiano Tissaferne. E si dice fosse stato proprio Alcbiade, con la sua nota eloquenza, a convincere Tissaferne a far ridurre la paga dei marinai; egli diceva al satrapo che Atene - dalla vasta esperienza marinara - aveva da tempo abituato i suoi uomini a non vedersi retribuiti più di tre oboli al giorno, altrimenti, sosteneva egli, i marinai avrebbero speso il denaro in eccesso per futili cose. Per cui si prodigò verso i trierarchi e i capitani delle città alleate, affinché accettassero questa pratica di riduzione sul soldo.
Acconsentirono tutte le alte cariche, eccetto Ermocrate stratega di Siracusa e ammiraglio delle navi. Egli infatti si oppose a nome della flotta alleata, ma le sue rimostranze caddero nel vuoto. Vi era in effetti una congiura ordita dal persiano Tissaferne, la quale consisteva nel rendere inattivi gli alleati peloponnesiaci, per far sì che questa guerra potesse andare avanti, durare fino allo sfinimento delle principali parti in campo. Poiché la Persia non voleva che Sparta abbattesse totalmente Atene, divenendo così padrona dell'intero Ellade. Dunque comprò i trierarchi e i capitani della flotta alleata, promettendo loro un aumento di denaro; per l'appunto si trattava del soldo sottratto ai marinai su compiacenza di Alcibiade e del navarca Astioco:
Il navarca affrontò successivamente a Mileto le ire dei marinai siracusani e turii - ex alleati italici di Atene - che essendo in maggior parte uomini di libera condizione pretendevano con fermezza il loro stipendio. Assunsero il ruolo d «capeggiatori della sedizione» e quando Astioco cercò di colpire con il bastone Dorieo - nobile esponente di Thurion - nulla più trattenne la folla dei marinai peloponnesiaci dal voler picchiare il navarca e punirlo del suo comportamento irrispettoso. Questi si rifugiò presso un altare di Mileto. Ma dopo la rivolta era ormai chiaro la sua incompatibilità con il prosieguo delle operazioni belliche marittime. I milesi si ribellarono a Tissaferne, cacciando dalla città ionica la sua guarnigione, con il placido consenso degli alleati, soprattutto dei siracusani che mal lo sopportavano.
Vedendo tutto ciò Ermocrate partì per Sparta, andando a denunciare le trame subdole che, egli sapeva, il persiano stava intrecciando con Alcibiade a discapito dei rivali di Atene.

#### La sconfitta a Cizico e l'esilio

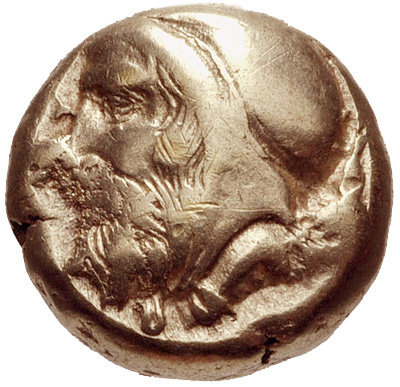
Il persiano Tissaferne, rivale dello stratega siracusano, inciso su un valore monetale.

Ermocrate portò con sé un gruppo di milesi pronti a testimoniare contro Tissaferne. Nel contempo Mindaro prese il posto di Astioco come navarca, mandato anch'egli a Sparta, con un ambasciatore bilingue della Caria, Gautine, che aveva il compito di difendere l'operato di Tissaferne contro le accuse dei milesi e di Ermocrate.
Da questo momento non è ben chiaro quel che successe. Tucidide descrivendo quel che avvenne durante la permanenza a Sparta, menziona solamente in nota l'esilio di Ermocrate decretato da Siracusa, dicendo che il persiano si sentiva adesso ancor più libero di accusare l'ammiraglio aretuseo dato che questi era divenuto esulo, non più protetto dal nome della polis occidentale. Si suppone dunque che l'esilio sia giunto dalla patria dopo gli avvenimenti della rivolta milese. Ma l'inserimento di tale nota, che apparentemente risulta esterna all'ordine di narrazione, induce a credere che Tudidice volesse esporre piuttosto l'inamicizia che correva tra il persiano e il siracusano, aumentata dopo il bando di quest'ultimo, avvenuto in un momento non precisato.
Ermocrate difatti compare ancora in alto grado durante le battaglie successive alla rivolta milese, avvenuta nel 411 a.C. Durante la battaglia di Abido la flotta alleata venne divisa in due: Mindaro lo spartano comandava il lato sinistro, mentre i siracusani comandavano il lato destro. Pare che Diodoro Siculo menzioni il nome di Ermocrate al comando della flotta siracusana. Certo è che i peloponnesiaci persero quella battaglia, a causa soprattutto dell'arrivo dei rinforzi ateniesi guidati da Alcibiade, ormai passato nuovamente dal lato di Atene.
Inoltre Senofonte attribuisce l'esilio di Ermocrate alla grave sconfitta nella battaglia di Cizico, avvenuta nel 410 a.C.; fu una pesante sconfitta per gli spartani, in cui cadde anche il navarco Mindaro - corso all'inseguimento della navi di Alcibiade - e dove Atene poté impadronirsi di tutte le navi della flotta pelopennesiaca, tutte eccetto quelle dei siracusani; poiché essi preferirono bruciarle piuttosto che consegnarle agli ateniesi; e tale ordine di ardere le navi venne dato da Ermocrate, dunque ancora presente:
Fu questa secondo Senofonte, la causa scatenante che spinse il governo di Siracusa a decretare l'esilio di tutti i suoi strateghi, colpevoli di aver distrutto la flotta della polis. Arrivò la notizia dell'esilio, votato dal popolo, mentre la flotta si trovava a Mileto. Qui i capitani siracusani, ormai licenziati, appresero quanto accaduto direttamente da Ermocrate. Riflettevano tra loro non riuscendo a giustificare un atteggiamento così severo, definendo persino «illegale» il modo in cui la loro patria aveva così deciso di esiliarli tutti insieme. Vi fu un sentito commiato ad essi dedicato per volere del resto della flotta, poiché giudicavano il loro operato privo di pecche:
Infine gli strateghi si rivolsero ai loro uomini, che lì sarebbero rimasti in attesa di nuovo comando:
Ma il rimpianto maggiore fu per Ermocrate, colui che aveva guidato la polis durante l'assedio ateniese in Sicilia, e colui che li aveva consigliati giorno e notte in questi due anni di guerra nel Peloponneso. Giunsero i nuovi comandanti dei soldati siracusani: Demarco figlio di Epicide, Miscone figlio di Menecrate e Potami figlio di Gnosia.

### Gli aiuti del satrapo Farnabazo II

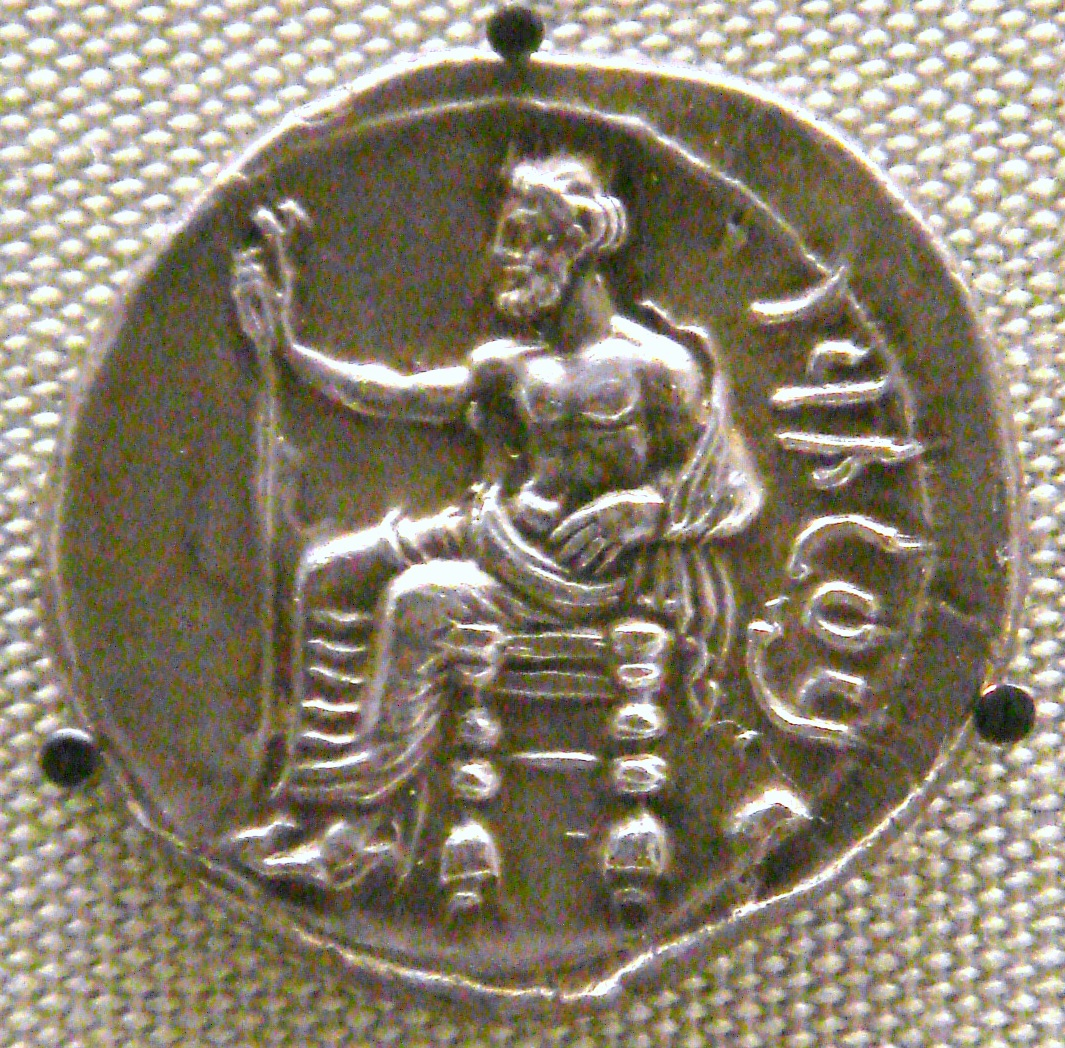
Farnabazo II, satrapo persiano, secondo le fonti, finanziò con l'oro di Ciro il Giovane il rientro di Ermocrate a Siracusa

#### L'oro persiano
Ermocrate, rimasto esule quando il conflitto peloponnesiaco era ancora in atto, andò a rifugiarsi presso Farnabazo, divenutogli alleato, soprattutto perché il satrapo dell'Ellesponto era acerrimo rivale di Tissaferne, il quale appariva oramai come poco affidabile agli del Gran Re dopo l'ambasciata di Ermocrate presso Sparta.
Dopo la pesante sconfitta di Cizico, quando Atene riacquistò la perduta sicurezza nelle sue armate, il potere attico venne in possesso di Calcedonia - importante colonia dalla posizione strategica - ciò spinse Farnabazo a concludere un trattato di pace con gli ateniesi, nel quale veniva sancito che il satrapo si impegnava a pagare un tributo ad Atene per nome dei calcedoni, e inoltre si impegnava a condurre ambasciatori attici presso il Gran Re; questo punto del trattato era particolarmente importante per gli ateniesi, poiché essi sapevano che la Persia riempiva di oro le forze spartane, ed era quindi un fondamentale ago della bilancia che poteva decretare la vittoria per l'una o l'altra parte dei due principali contendenti.
Per una ragione non del tutto chiara, al seguito dei delegati attici e di quelli lacedemoni, si trovava Ermocrate - in compagnia di suo fratello Prosseno - già esulo da Siracusa, per cui non potendo rappresentare l'alleanza occidentale. Si evince dunque che fosse lì in proprio nome. E tuttavia si sostiene che tale delegazione non giunse mai all'incontro con il Gran Re persiano, poiché essa durante il cammino incontrò un altro gruppo di ambasciatori spartani, guidati da Beozio, i quali avevano già ottenuto da Dario il supporto politico in Asia. Con loro viaggiava il principe persiano Ciro, il quale si apprestava a divenire il comandante di tutte le province sul mare e primo alleato di Sparta, e si fece consegnare da Farnabazo i delegati attici, ed Ermocrate, che per testimonianza di Senofonte, pare abbia ricevuto il supporto finanziario dalla corte persiana, ancor prima di proferir parola:
Così con il benestare della Persia, Ermocrate nel 408 partì dall'Asia Minore per fare ritorno in Sicilia.

### Nuovi sviluppi del contesto storico

#### Gli equilibri politici dietro l'esilio di Ermocrate

Il mondo all'epoca conosciuto dai greci secondo Ecateo di Mileto; vissuto poco prima dell'inizio del conflitto peloponnesiaco. Da notare che Ecateo pone in luce il triangolo geo-politico del quale parlano anche gli storici moderni: Cartagine-Siracusa-Atene.

Si sostiene che i motivi dell'esilio di Ermocrate siano da ricercarsi nelle lotte politiche che i partiti siracusani stavano attraversando durante l'allontanamento volontario dello stratega in Egeo. Il partito democratico di Diocle cercava infatti solo un pretesto per liberarsi di un pericoloso rivale oligarchico quale era Ermocrate; postosi inoltre su una luce pericolosamente imperialistica dopo l'avvio della missione sulla Ionia.
Il disastro di Cizico, l'incendio della flotta, l'elevata responsabilità affidata dai peloponnesiaci agli strateghi siracusani, sarebbero state tutte motivazioni sufficientemente gravi da determinare il sollevamento dalla carica - e finanche l'esilio - per chi, come Ermocrate, in quel momento rappresentava il nome della polis.
Pare assodato dunque che dietro l'esilio ermocrateo vi fossero ragioni politiche, che andavano oltre il valore militare dimostrato dal generale siracusano in diverse occasioni. Ma il suo esilio avrebbe assunto un significato maggiormente rilevante se posto in un'ottica di diplomazia estera. Tucidide rende testimonianza di un avvenuto contatto tra Atene e Cartagine già negli anni della seconda spedizione ateniese in Sicilia; questi contatti si sarebbero poi riaccesi con la partecipazione siracusana all'ultima fase del conflitto peloponnesiaca. Un'alleanza - περί φιλίας - tra due potenti metropoli che se fosse stata conclusa avrebbe posto seriamente a rischio gli equilibri dell'intera Sicilia, incominciando dalla distruzione politica di Siracusa.
Che Cartagine fosse un'importante pedina per gli equilibri siciliani era noto già da tempo. Lo stesso Tucidide ci informa infatti che, ancor prima degli ateniesi, erano stati i siracusani a cercare l'alleanza dei cartaginesi contro le forze attiche. In una situazione dove lo scenario del Mediterraneo orientale e occidentale pareva essersi unito a causa della comune accanita belligeranza che perdurava ormai da anni, gli studiosi non faticano a credere che dietro quell'epigrafe - purtroppo molto frammentata - ci fosse la nota eloquenza di Alcibiade, intento a fomentare o risvegliare l'astio che la capitale fenicia nutriva nei confronti dell'espansione siracusana; ed al contempo tale intervento sarebbe servito anche a privare i satrapi persiani dell'aiuto occidentale, avviato proprio su richiesta di Ermocrate. Ma poiché le fonti storiche sono piuttosto vaghe sulla precisa datazione degli avvenimenti in questione, tali ipotesi risultano essere poco solide e di difficile testimonianza. Nonostante sia certo che vi sia stato un incontro in Sicilia di delegati ateniesi con i comandanti punici Annibale Magone e Imilcone II negli anni della terza campagna punica siciliana.
E dunque Ermocrate risulterebbe essenziale per determinare il futuro politico della Sicilia; i plenipotenziari di Siracusa dovevano esiliarlo per dimostrare pubblicamente sia a Cartagine che ad Atene che il démos siracusano non condivideva la politica espansionistica e aggressiva ermocratea, per cui ne prendeva le distanze. Ermocrate nel frattempo riceveva gli aiuti finanziari di chi, come la Persia, non desiderava il potenziamento delle forze attico-puniche nel Mediterraneo. Del resto appare non priva di significato la frase che Diodoro riferisce sulle disposizioni date da Dario al figlio Ciro: «finanziare qualsiasi azione i Lacedemoni intendessero intraprendere contro Atene» Ermocrate non era un lacedemone ma appare evidente un suo coinvolgimento negli interessi persiani. La corte persiana aveva finanziato un esule, sapeva che sarebbe rientrato con la forza a Siracusa. Tale appoggio può essere il frutto dell'amicizia e gratitudine che Farnabazo nutriva per Ermocrate, ma poiché non basterebbe a giustificare l'armamento di un nemico del governo aretuseo, gli studiosi vedono nella Persia un preciso compito affidato ad Ermocrate: togliere il potere al governo democratico di Diocle - debole per la concezione politica persiana - e al contempo evitare l'unione attica e punica in terra di Sicilia nei concitati anni finali della guerra peloponnesiaca, che tanti equilibri aveva smosso..
Nel contesto di questo scenario politico - che va colto con la dovuta cautela, a causa delle scarse fonti primarie e dei ravvicinati eventi che si susseguono - approdò presso Messina Ermocrate.

#### Scoppio di una nuova guerra greco-punica
Ancora una volta fu la rivalità tra Segesta e Selinunte ad avviare uno scenario bellico che recava dietro di sé un più ampio respiro territoriale mediterraneo. Fu lo sconfinare di Selinunte, nel 413, e la preoccupazione della città elima, che riuscì a portare sull'isola la presenza di Cartagine.
Tuttavia, proprio in nome del trattato di pace stipulato da Gelone, che da 70 anni vigeva senza violazioni tra cartaginesi e siracusani, la capitale fenicia fu inizialmente restia all'intervento contro i selinuntini - dichiarati alleati di Siracusa - e fu più propensa a temporeggiare, per capire quale sarebbe stata la reazione siracusana in caso di attacco punico a Selinunte. Così mentre nell'Egeo era guerra fitta, Cartagine, nel 410, portò tra le mura di Segesta un'armata di 5.000 uomini provenienti dall'Africa e di altri 800 provenienti dalla Campania.
Selinunte non si fece intimorire e attaccato il presidio punico ne uscì rapidamente sconfitta. Dato che la situazione stava per degenerare, i selinuntini si rivolsero a Siracusa, chiedendole sostegno bellico. A sua volta Cartagine decise che sarebbe stata la capitale siceliota a dover arbitrare la delicata questione tra le due città siciliane: Selinunte si sarebbe dovuta affidare al giudizio di Siracusa per stabilire i propri confini. Dunque in caso la polis aretusea avesse ordinato ai selinuntini di ritirare le proprie truppe dai territori adiacenti alla colonia megarese, i cartaginesi avrebbero a sua volta ritirato l'esercito mercenario posto a protezione di Segesta.
Ma, come previsto da Cartagine, Selinunte - fiorente e sicura in quel periodo - rifiutò tale arbitrato, volendo essere padrona della propria politica. Cartagine a questo punto si aspettava che Siracusa rompesse i rapporti solidali con i selinuntini, ma il governo democratico di Diocle si mostrò abbastanza cauto decidendo di mantenere la symmachia (alleanza) con Selinunte, dichiarando di conseguenza con la stessa di condividerne amici e nemici, senza però voler rinunciare a mantenere la pace anche con Cartagine.
L'atteggiamento dimesso e prudente di Siracusa non fu comunque premiato, poiché Cartagine, delusa dalla non dichiarata fine dei rapporti tra selinuntini e siracusani, optò ugualmente per la guerra. D'un tratto cessarono le pressanti ambascerie di Selinunte e Segesta presso Siracusa e Cartagine. Si scelsero i comandanti punici destinati all'incombente conflitto.

### Ermocrate ultimo signore di Selinunte

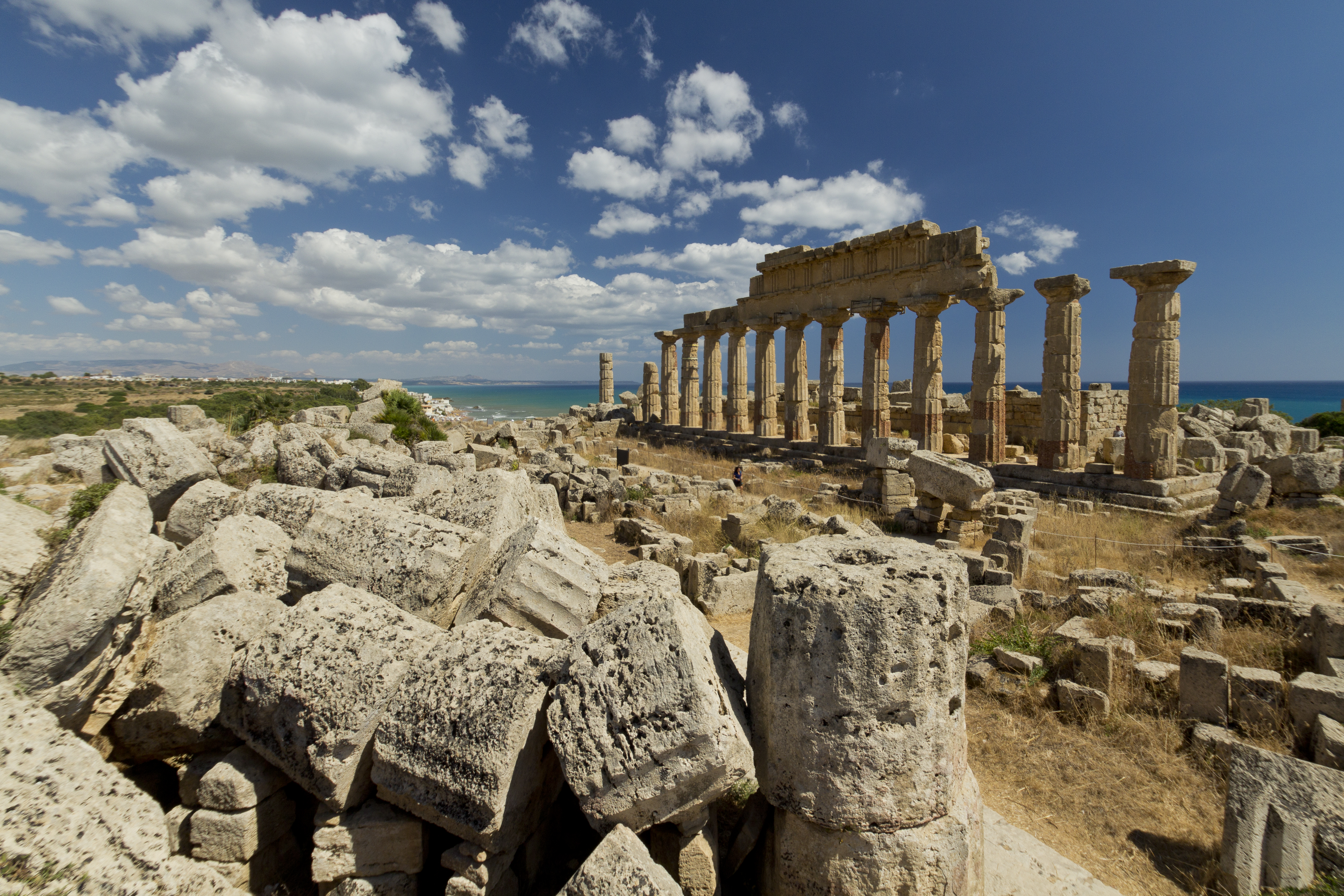
I templi dell'antica Selinunte; polis che Ermocrate prese e fortificò per l'ultima volta dopo il cruento assedio di Annibale Magone

Annibale Magone, detentore del titolo di šofeṭ (re o magistrato supremo), marciò diretto a Selinunte con un esercito di 100.000 soldati - secondo Timeo e Senofonte - di 200.000 soldati e 4.000 cavalieri - secondo Eforo di Cuma.
Radunata la grande armata, portò le sue numerose navi nella punta estrema della Sicilia occidentale, presso la baia dell'isola di Mozia. Gela e Agrigento armarono i loro soldati, pronti a spedirli alla volta di Selinunte, dove già era incominciato il turbolento assedio. Le due poleis aspettavano Siracusa per unire le loro forze a quelle aretusee, ma ottennero come risposta che prima di prestare soccorso ai selinuntini, i soldati siracusani dovevano occuparsi di una guerra ingaggiata contro i calcidesi. Annibale riuscì ad espugnare la città in soli nove giorni. Quel che accadde dopo è stato accuratamente descritto da Diodoro, il quale ha lasciato testimonianza di una delle più cruenti cadute mai verificatesi in Sicilia al tempo dei greci:
Il saccheggio fu infine tremendo, senza risparmiare nulla alla popolazione vinta. Pochi furono i sopravvissuti, i quali trovarono rifugio ad Agrigento. Gravemente colpevoli divennero i siracusani agli occhi della grecità di Sicilia; colpevoli di aver abbandonato i selinuntini alla furia punica e di non aver rispettato la symmachia con essi stabilita. Annibale si rivolse poi ad Imera, distruggendola e saccheggiandola. Terminate le due cruenti azioni belliche nella Sicilia occidentale, il šofeṭ punico tornò in Africa.
Nei pressi di Messina, nello stesso anno delle distruzioni cartaginesi, giunse con lo status di esulo Ermocrate. Qui, servendosi dell'arsenale peloritano, fece costruire cinque navi da guerra e assoldò 1.000 uomini tra i messinesi e altri 1.000 tra i superstiti di Imera giunti nella città dello stretto. Uniti i contingenti alla sua armata, cercò con l'aiuto di alcuni philoi (influenti amici), di rientrare a Siracusa, ma poiché non gli fu permesso, decise allora di volgere verso le zone interne della Sicilia. Giunse a Selinunte. Si rese conto della devastazione portata da Annibale. Il generale siracusano non si curò degli interessi punici; fece rialzare le mura - nonostante l'ultimo trattato di Annibale lo vietasse - richiamando tutti i selinuntini che - non essendo filo-punici - avevano cercato rifugio altrove. Ermocrate fece di Selinunte il suo centro operativo; fu l'ultimo signore che la polis di origine megarese-iblea ebbe. E le sue fortificazioni sono rimaste visibili tutt'oggi. Potendo contare su diverse triremi e 6.000 soldati, Ermocrate mosse da Selinunte una dichiarata ostilità contro il potere punico sulla Sicilia occidentale.

### Il rientro di Ermocrate a Siracusa e sua morte

#### Situazione interna: le fazioni politiche
Da Selinunte Ermocrate mosse verso la parte filo-punica della Sicilia: si diresse a Mozia e Palermo. Fece poi rotta con la sua armata ad Imera - ormai ridotta in cenere da Annibale - qui si accampò in un sobborgo diroccato, poi cercò con i suoi uomini il punto in cui l'esercito siracusano aveva combattuto e dove erano caduti i suoi concittadini. Li trovò, insepolti. Diocle infatti per la fretta di far ritorno alla pentapoli non aveva colpevolmente dato degna sepoltura ai caduti in battaglia.
Allora Ermocrate fece deporre su carri riccamente addobbati i caduti di guerra e solennemente si avviò verso Siracusa. Essendo egli un esiliato non poteva varcare il confine stabilito da Diocle, ma i carri poterono oltrepassare le porte della polis aretusea, e una volta dentro la popolazione capì quel che era successo. Il governo democratico inveì vibratamente contro il capo politico Diocle, il quale ostinatamente - probabilmente per difendere la sua posizione - si rifiutava di dare la sepoltura ai caduti. Ma i cittadini lo misero a tacere, accolsero i carri e diedero ai loro parenti solenne rito funebre. Diocle venne esiliato per tale gesto irrispettoso, ma Ermocrate -  il quale stava fuori le mura speranzoso - non venne richiamato, e gli fu ugualmente negato il rientro nella polis.
Il piano ermocrateo difatti prevedeva una sua riammissione che lo potesse portare dalla chora siracusana all'interno delle mura. Per questo motivo aveva creduto che facendo leva sulla pietà dei suoi concittadini, questi lo avrebbero accolto dandogli nuova fiducia.
Ma la situazione politica di Siracusa era più grave di quel che poteva prospettare il generale aretuseo. Il governo diocleo aveva cercato di mantenere la calma, di propendere per una via moderata, prudente. Ma nel frattempo gli equilibri divenivano sempre più fragili: l'incessante status bellico; la paura di una possibile invasione cartaginese; le pressioni degli oppositori dei vari partiti, portavano via le certezze politiche della polis, dando luogo ad una serie di scontri.
Ermocrate, in questo scenario, era visto come l'elemento pericoloso che poteva fuorviare con i suoi discorsi patriottici - simbolo della grecità di Sicilia dopo il Congresso di Gela - il volere del demos; così vulnerabile in quei frangenti. Per la protezione della Repubblica, dunque - e per scongiurare l'avvento di un nuovo tiranno - egli doveva rimanere esule. Significativo è inoltre che la parte decisionale della polis non aveva avuto alcuna esitazione ad esiliare anche Diocle; questo particolare dato evidenzierebbe l'esistenza di un terzo forte partito - o in questo caso fazione - a Siracusa, che ambiva a domare le estremità politiche aretusee. Si può quindi schematizzare la situazione politica della polis dividendola in tre principali correnti:
- La fazione del partito democratico-radicale capitanata da Diocle
- La fazione del partito oligarchico-assolutistico capitanata da Ermocrate
- La fazione del partito democratico-moderato capitanato da Dafneo e Demarco

#### L'uccisione di Ermocrate

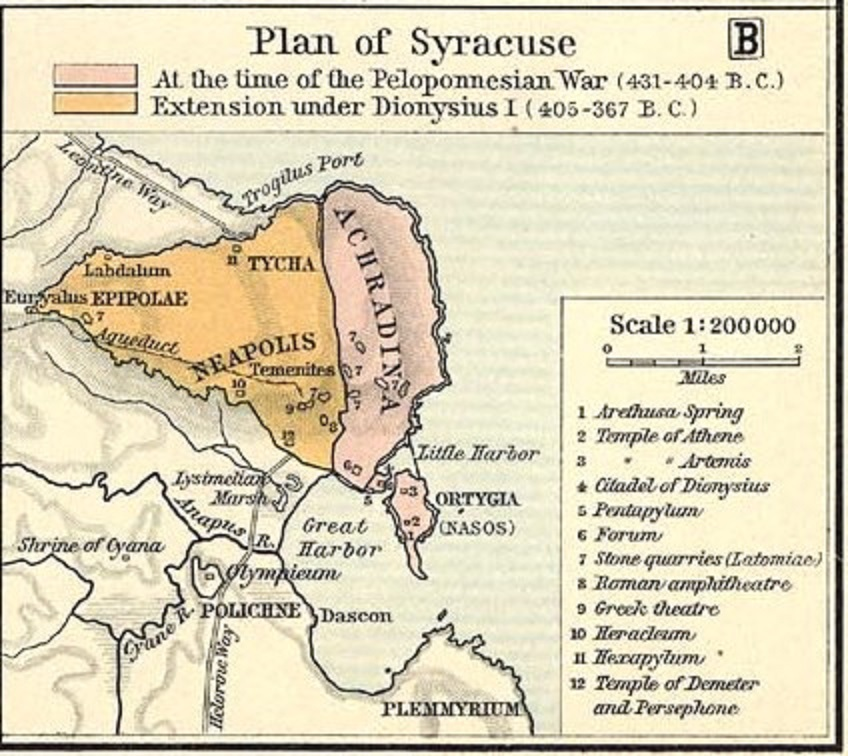
Cartografia dell'antica Siracusa ad opera di William Robert Shepherd; in rosa è evidenziata l'Acradina, parte nella quale fece irruzione Ermocrate.

Ermocrate, elaborato il rifiuto postogli dalla sua città, decise che vi sarebbe rientrato con la forza. Egli poteva infatti contare sull'approvazione di una buona parte della milizia aretusea. I suoi uomini in Asia Minore gli avevano garantito fedeltà; quando giunse l'annuncio dell'esilio, giurarono che si sarebbero impegnati a richiamarlo, una volta giunti a Siracusa. A tal proposito risulterebbe più che credibile l'ipotesi che vuole l'intromissione di tale legame egeico-siceliota nel falso allarme lanciato ad Imera durante l'assedio cartaginese, quando improvvisamente si diffuse la voce - Φήμη - di una imminente marcia di Annibale sulla pentapoli - casus che spinse Diocle ad abbandonare celermente il campo di battaglia con le conseguenze che seguirono - nel medesimo tempo in cui approdarono presso la polis calcidese le triremi provenienti dalla Ionia. Senza escludere comunque l'ancor più oscura trama che vorrebbe la falsa voce pronunciata dagli stessi siracusani appartenenti al partito democratico di Diocle, i quali saputa la notizia dell'arrivo della ex-flotta di Ermocrate, ben maggiormente temessero le ritorsioni di questi che non la minaccia punica.
Ritenendo i tempi maturi per farlo, Ermocrate comunicò con i suoi philoi - che in gran numero risiedevano all'interno di Siracusa - e radunati 3.000 dei suoi soldati, marciò da Selinunte, passando per Gela, fino a giungere di notte dietro le mura della polis aretusea. Le porte dell'Acradina vennero aperte per tradimento - in favore ermocrateo - ed egli, con i suoi uomini, fece irruzione tra le vie della città.
Avvenne la battaglia quando veloce si diffuse la notizia del suo rientro. Il popolo armato assalì il contingente di Ermocrate. Giunti nella maggiore piazza vi fu lo scontro nel quale il tanto rinomato generale siracusano venne ucciso. Fu così che si concluse la vita di Ermocrate, figlio di Ermone, che dopo tanto battagliare contro il potere punico-attico, perì per mano dei suoi stessi concittadini. Quella notte furono molte le vittime dello scontro tra le fazioni siracusane. Presi dalla foga, i siracusani fedeli al governo interno ricercarono i complici ermocratei, e dopo averli trovati essi furono condannati a morte, mentre altri rimandati in esilio. Ridotti malamente, i restanti sostenitori di Ermocrate vennero salvati per un soffio; furono infatti i loro parenti che per sottrarli alla furia del popolo, li fece fingere morti, in maniera tale che vedendo i corpi immobili e la disperazione nei volti dei loro cari, si diramasse la folla e lasciasse stare i feriti. Tra coloro che sopravvissero in questa maniera, vi fu Dionisio - giovane soldato che aveva appoggiato il rientro ermocrateo - citato per la prima volta nelle cronache siracusane.

## Ermocrate nella cultura di massa

### L'Ermocrate di Platone
(Ermocrate introduce a Socrate il racconto su Atlantide e i fini dei dialoghi platonici nel Timeo.)

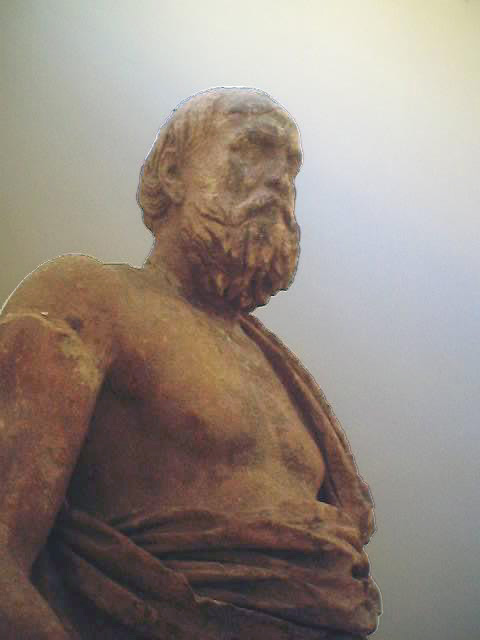
Statua di Platone collocata nel museo di Delfi

Ermocrate appare nei dialoghi di Platone; egli è infatti uno dei quattro interlocutori nel racconto del Timeo e del Crizia, dove il filosofo ateniese parla per la prima volta di Atlantide - isola leggendaria - e pone Ermocrate al fianco di Socrate, maestro di Platone; Timeo di Locri, filosofo proveniente dalla Magna Grecia; e Crizia, zio dell'autore ateniese e leader dei Trenta Tiranni. Poiché gli altri principali personaggi platonici hanno una provenienza geografica ben precisa - Attica-Italia - la maggior parte degli studiosi concorda nel dire che l'Ermocrate platonico altri non potrebbe essere se non l'Ermocrate proveniente da Siracusa - città che come è noto lasciò profondi segni negli ultimi anni di Platone - appartenente agli studi del suo tempo, e illustre cittadino della meta politica agognata da Platone: una Siracusa retta da un governo repubblicano-filosofico. A tal proposito interessanti e preziose risultano essere le parole di Socrate riguardo Ermocrate; quando egli compie una prima sua descrizione:
(Il Timeo 20 B)
Le testimonianze a cui fa riferimento il Socrate platonico potrebbero essere gli studiosi contemporanei di quel tempo come Tucidide e Senofonte che di Ermocrate - statista siracusano - hanno trattato nei loro scritti. La studiosa Lucia Travaini, nota numismatica, analizza il legame che vi era tra l'arte monetale siciliana degli anni ermocratei e il pensiero politico di quel determinato periodo - che ella definisce come innovativo - e trova in esso una spiegazione di carattere filosofico sulla presenza di Ermocrate tra le file dei personaggi platonici. Il filosofo moderno Carlo Sini, prende l'Ermocrate platonico come fonte per determinare la datazione del dialogo Timeo; sostiene egli che essendo la guerra tra ateniesi e siracusani cominciata nel 415 a.C. e terminata solamente molti anni dopo, Ermocrate era divenuto dunque il «nemico storico»; colui che aveva guidato i soldati aretusei contro la capitale attica. Per cui bisogna anticipare, secondo Sini, di molto la data del primo dialogo della trilogia platonica:

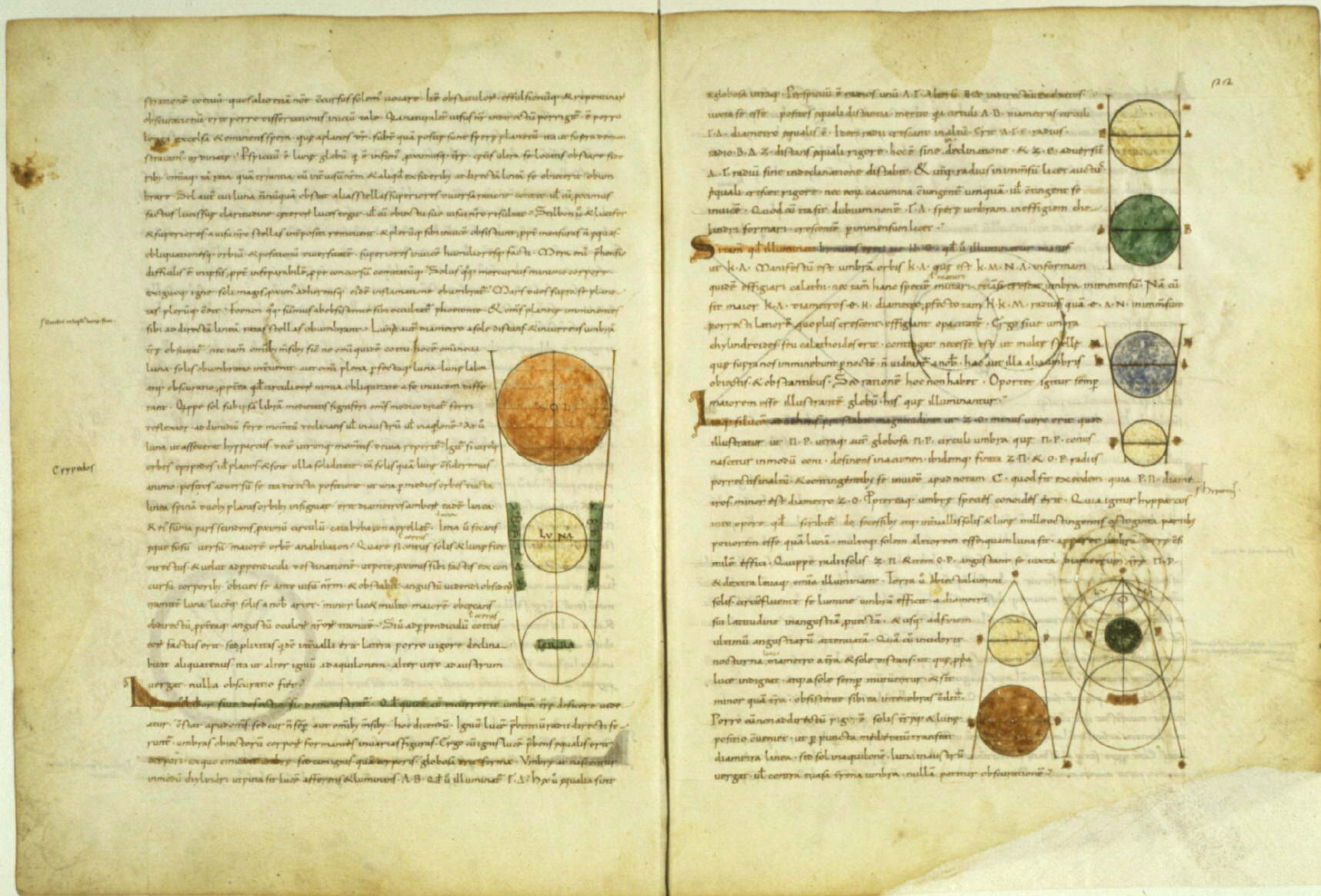
Il Timeo scritto in latino ad opera di Calcidio.

Si è poi analizzato il ruolo svolto dall'Ermocrate siracusano nei dialoghi di Platone; il filosofo francese Albert Rivaud, ricorda che Proclo - filosofo bizantino - fece menzione a una discussione tra studiosi antichi riguardante il Timeo e qui vi si analizzarono i rispettivi ruoli platonici degli interlocutori: poiché Timeo di Locri rappresentava la causa esemplare e Crizia la causa formale, essi sostenevano che Ermocrate - solo accennato nel testo conosciuto - rivestisse li ruolo della causa materiale o «puramente passiva» in quanto la sua presenza fosse significativa ai soli fini della narrazione. Tuttavia il discorso dedicato ad Ermocrate nel Crizia fa supporre che il ruolo ermocrateo dovesse consistere in un qualche compito per nulla passivo, poiché Socrate e Crizia così interloquiscono con Ermocrate:
ERMOCRATE: Ebbene, o Socrate, tu mi dai lo stesso avvertimento che dai a costui. Ed effettivamente uomini privi di coraggio non innalzarono mai un trofeo, o Crizia: bisogna dunque andare avanti coraggiosamente nel discorso, e, rivolta l'invocazione a Peone e alle Muse, proclamare e celebrare le virtù degli antichi [vostri] cittadini.
CRIZIA: Amico Ermocrate, tu vieni dopo e ce n'è un altro prima, ecco perché tu sei ancora pieno di coraggio. Ad ogni modo quanto sia difficile il tuo compito, esso stesso fra non molto te lo dimostrerà [...]»
(Il Crizia 108 B-C-D)
Tale accenno ad un terzo dialogo pronunciato da Ermocrate ha dato vita a molte ipotesi sul tema centrale che esso avrebbe avuto: alcuni studiosi, come Ronald H. Fritze, hanno ipotizzato che ad Ermocrate sarebbe stato affidato il compito di finire la descrizione di Atlantide; la catastrofe che la fece inabissare e il ricominciare della civilizzazione umana; altri come Diskin Clay, sostengono che Platone si sarebbe basato sui discorsi ermocratei presenti in Tucidide per completare il terzo dialogo. O chi come il Brisson e il Findlay sostiene che il dialogo ermocrateo sarebbe stato una rivisitazione sociale del terzo libro delle Leggi platoniche.

### Nel Romanzo di Cherea e Calliroe

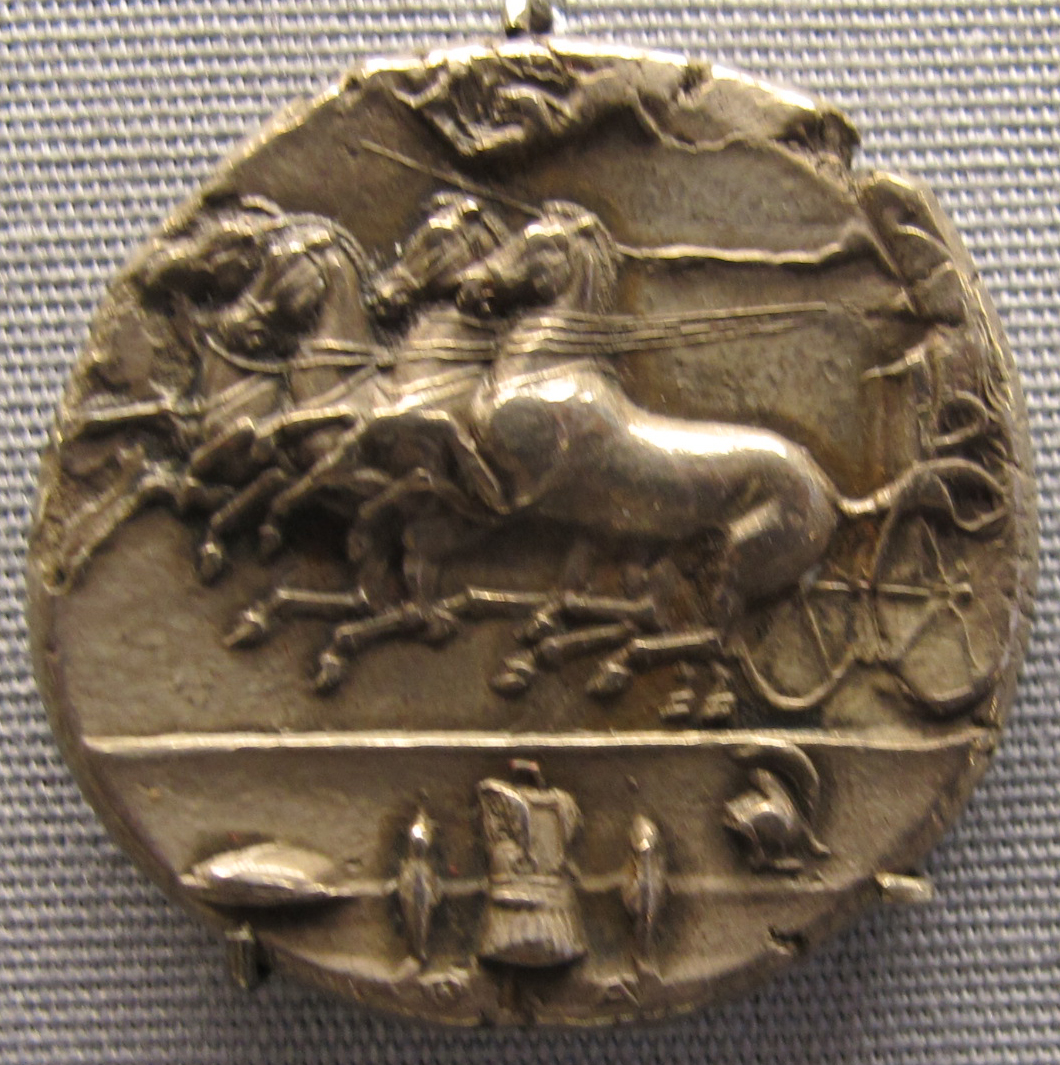
Δημαρέτειον siracusano del 413-10 a.C. raffigurante la quadriga vittoriosa guidata da un generale - identificato in Ermocrate - e incoronata dalla Nike; sul fondo le armi tolte agli ateniesi. Conio a firma di Euainetos.

La figura di Ermocrate - divenuta nota in Asia Minore dopo la guerra del Peloponneso - viene trattata nel romanzo di Caritone; scrittore antico-greco originario di Afrodisia (Caria; odierna Turchia). Egli viene trasportato nel contesto di uno dei romanzi più antichi che in maniera completa sono giunti fino a noi; si tratta di Cherea e Calliroe, che narra le avventure di due giovani innamorati siracusani che a causa della divina bellezza di Calliroe - paragonata alla dea Afrodite - finiscono per affrontare gravi pericoli e situazioni estreme dalla Sicilia alla Ionia. L'Ermocrate caritoniano è il padre della fanciulla; egli è il cittadino più rinomato di Siracusa, colui che tutti rispettano, il cui nome è conosciuto e apprezzato persino in Persia, a Babilonia, presso la corte del Gran Re.
Molte sono le analogie che collegano la vita reale di Ermocrate a quella caritoniana. L'Ermocrate figlio di Ermone ebbe realmente una figlia, che, ormai orfana, andò in sposa a Dionisio I di Siracusa. E proprio Dionisio fu il nome scelto da Caritone per il signore di Mileto, secondo marito di Calliroe. Tuttavia sorti diverse ebbero i famigliari dell'Ermocrate reale: la figlia morì a seguito delle brutali violenze subite durante la guerra civile siracusana; attuata contro la presa di potere del genero Dionisio, il quale in seguito si risposerà con altre due donne e non avrà alla fine una vita ritirata come quella che invece Caritone dona al milesio.
Gli studiosi moderni collegano l'avvicinamento della grecità orientale con quella occidentale dopo il periodo di Alessandro Magno - che come è noto condusse i greci in Oriente - da qui sarebbe derivato l'interesse di Caritone per le vicende siracusane. Ma la figura di Ermocrate appare chiaramente nei luoghi asiatici ben prima delle vicende alessandrine; durante la spedizione navale nella Ionia egli fu navarco e stette diversi anni in quelle terre. Prova evidente di quel periodo sono le tante monete siracusane ritrovate in Asia Minore e al contempo le coniazione dei Darici persiani ritrovati presso il territorio siracusano. È questo - 412-409 - il periodo definito di maggiore intensità per i contatti tra Sicilia e Anatolia - patria dell'autore del romanzo - che sicuramente può giustificare la grande considerazione che Caritone nutre per Ermocrate - fautore della spedizione che determinò tale vicinanza - presente per l'intera narrazione caritoniana.
(Tratto da una scena del romanzo: Dionisio di Mileto per bocca di Caritone di Afrodisia rende onore al nome di Ermocrate.)

### Gorgia e lo scriba sabeo
Ermocrate diviene uno dei personaggi in chiave greco-siciliana nel breve racconto Gorgia e lo scriba sabeo, pubblicato in epoca contemporanea dallo scrittore Gesualdo Bufalino. L'ambientazione è collocata nel tempo in cui Socrate incontra Gorgia da Leontini nel famoso dialogo di Platone intitolato appunto Gorgia. Lo scrittore siciliano - con una narrazione leggera e accurati riferimenti storici - descrive in undici pagine la relazione conflittuale che vi fu tra il retore lentinese e il generale siracusano; appartenenti a polis rivali: l'una alleata di Atene e l'altra di Sparta. Ermocrate aveva l'ordine di condurre forzatamente Gorgia a Siracusa, ma questi riuscì a fuggire con l'aiuto fondamentale del suo servo - uno scriba arabico dei Sabei - il quale durante la notte, in una grotta, riuscì con l'astuzia a sbaragliare i soldati siracusani e a destabilizzare il virtuoso generale che l'indomani si ritrovò legato e prigioniero dello scriba sabeo. Gorgia, colto da compassione, lo lasciò comunque andare.
Gesualdo Bufalino è uno dei pochi autori che usando la figura di Ermocrate non gli dona quell'alone di invincibilità morale e fisica che invece appare chiaramente negli scritti di Tucidide, Platone, Caritone fino a giungere ad autori più contemporanei. Lo scrittore siciliano piuttosto lo fa protagonista di una cocente umiliazione che - dice egli - non scorderà mai:
(Gesualdo Bufalino, Gorgia e lo scriba sabeo, pag. 28)
L'Ermocrate di Bufalino ascolta le accorate parole di Gorgia senza però cambiare idea. Per cui da un lato vi è la sconfitta del rinomato retore, dall'altro quella del noto capo militare. Chi trionfa è l'umile servo sabeo.
(Citazione omerica che Bufalino fa dire al suo Ermocrate quando questi si rende conto di essere stato preso prigioniero, pag. 29)

### Il Tiranno
In epoca contemporanea la figura di Ermocrate è stata ampiamente trattata nel romanzo de Il tiranno ad opera dello scrittore e storico Valerio Massimo Manfredi. Il noto autore di romanzi storici pone come protagonista del suo scritto Dionisio I di Siracusa - celebre tiranno - e trattando le vicende dionisiane descrive lo scenario del tempo ermocrateo: l'esilio dello stratega; la violenta guerra dei cartaginesi a Selinunte e Imera; il rapporto con Dionisio. Egli ne segue i passi, li descrive, lo chiama Hegemòn - colui che guida, comanda - e lo mostra negli ultimi suoi anni, quando torna in una Sicilia che gli era divenuta ostile. Colmando la mancanza di informazioni storiche dettagliate, Manfredi con la sua immaginazione - e con lo scorrere tipico di un romanzo - mostra i dialoghi tra Ermocrate e il soldato Dionisio, il quale sarebbe presto divenuto suo erede.
(Ermocrate presso Imera in Valerio Massimo Manfredi, Il Tiranno, cap. VII)

### Fonti primarie
- Diodoro Siculo, Bibliotheca historica.
- Plutarco, Vite parallele: Nicia.
- Senofonte, Elleniche.
- Tucidide, La Guerra del Peloponneso.

### Fonti secondarie
- Giuseppe Compagnoni, Biblioteca storica dei Diodoro Siculo, vol. 4, G.B. Sonzogno, 1820, ISBN non esistente.
- Domenico Lo Faso Pietrasanta, Le antichità della Sicilia esposte ed illustrate per Domenico Lo Faso Pietrasanta duca di Serradifalco ..., Tipografia del Giornale Letterario, 1840, ISBN non esistente.
- Giuseppe Alessi, Storia critica di Sicilia, dall'epoca favolosa insino alla caduta dell'Impero romano scritta dal cav. Giuseppe Alessi: 3.1. Dalla guerra degli ateniesi infino all'epoca del secondo Gerone in cui vennero i romani in Sicilia, vol. 3, Dai torchi dei regj studj a cura di Salvatore Sciuto, 1843, ISBN non esistente.
- Amedeo Peyron, Della guerra del Peloponneso libri 8. Tucidide, vol. 2, Torino, Stamperia reale, 1861, ISBN non esistente.
- Kōkalos: studi pubblicati dall'Istituto di storia antica dell'Università di Palermo, vol. 12, Banco di Sicilia, 1966, ISBN non esistente.
- Gaetano De Sanctis, Scritti minori, vol. 1, Ed. di Storia e Letteratura, 1970, ISBN non esistente.
- Alessandra Scarpa Bonazza Buora, Libertà e tirannide in un discorso "siracusano" di Diodoro Siculo, L'ERMA di BRETSCHNEIDER, 1984, ISBN 978-88-7062-596-7.
- Teresa Alfieri Tonini, L'euergesia delle poleis nei decreti onorari ateniesi del V sec. a.C, vol. 21, Università degli Studi di Milano, 1995.
- Emanuele Greco, Venticinque secoli dopo l'invenzione della democrazia, Donzelli Editore, 1998, ISBN 978-88-7989-488-3.
- Nicola Bonacasa, Lorenzo Braccesi e Ernesto De Miro, La Sicilia dei due Dionisî:atti della Settimana di studio, Agrigento, 24-28 febbraio 1999, L'ERMA di BRETSCHNEIDER, 2002, ISBN 88-8265-170-3.
- Cinzia Bearzot, Franca Landucci Gattinoni e Giuseppe Zecchini, Gli stati territoriali nel mondo antico, Vita e Pensiero, 2003, ISBN 978-88-343-1003-8.
- Gabriella Vanotti e Claudia Perassi, In limine: ricerche su marginalità e periferia nel mondo antico, Vita e Pensiero, 2004, ISBN 978-88-343-1076-2.
- Cinzia Bearzot e Franca Landucci Gattinoni, Diodoro e l'altra Grecia: Macedonia, Occidente, Ellenismo nella Biblioteca storica : atti del convegno, Milano, 15-16 gennaio 2004, Vita e Pensiero, 2005, ISBN 978-88-343-5006-5.
- Domenico Musti, Umberto Bultrighini e Manuela Mari, Anabasi - Elleniche, Newton Compton Editori, Roma, 2012, ISBN 88-541-3895-9.

### Studi specifici su Ermocrate
- (EN) William Smith (a cura di), Hermocrates, in Dictionary of Greek and Roman Biography and Mythology, 1870.
- F. M. Cornford, Plato's Cosmology (1937) editore Lund Humphries, London
- Stefania De Vido, Selinunte. Gli ultimi anni, in Temi selinuntini, Pisa, 2009,  pp. 111-128. URL consultato il 13 agosto 2014.
- E. C. Marchant The Speech of Hermocrates dal The Classical Review (1933) volume 47, pagine 65-66
- M. Sordi, Ermocrate di Siracusa, demagogo e tiranno mancato, (La dynasteia in Occidente. Studi su Dionigi I, Padova 1992, 3-8)
- G. Vanotti Quale Sicilia per Ermocrate? in Gli stati territoriali nel mondo antico, 2003, pagine 179-99
- G. Vanotti, L'Ermocrate di Diodoro: un leader 'dimezzato' in Diodoro e l'altra Grecia, 2005, pagine 258-82
- H. D. Westlake Hermocrates the Syracusan dalla Revue bénédictine (1958/59) volume 41, pagine 237-68